# Jerry Ross (componist)
Jerry Ross, geboren als Jerold Rosenberg, (New York, 9 maart 1926 - aldaar, 11 november 1955) was een Amerikaanse componist en songwriter, .

## Jeugd
Jerold Rosenberg werd geboren in The Bronx in een Russisch-joods huishouden, bij de immigrantenouders Lena en Jacob Rosenberg in The Bronx, New York en groeide op in armoedige omstandigheden. Toen hij opgroeide, was hij een professionele zanger en acteur in het Jiddische theater. Na de middelbare school studeerde hij aan de New York University bij Rudolph Schramm. Introducties bij zanger Eddie Fisher en anderen brachten hem in contact met muziekuitgevers in het Brill Building, het centrum van songwriting-activiteit in New York. (Fisher had later een hit met Ross' The Newspaper Song).
Ross ontmoette Richard Adler in 1950 en als duo werden ze protégés van de grote componist, tekstschrijver en uitgever Frank Loesser. Hun nummer Rags to Riches werd opgenomen door Tony Bennett en bereikte in 1953 nummer 1 in de hitlijst. Ze hadden ook een jazznovelty-hit met de opname No Soap, No Hope Blues van Anita O'Day.
Adler en Ross begonnen hun carrière in het Broadway-theater met John Murray Andersons Almanac, een revue waarvoor ze de meeste nummers verzorgden (resulterend in opnamen van Acorn in the Meadow van Harry Belafonte en Fini van Polly Bergen). De revue opende in 1953 en liep voor 229 optredens.
De tweede poging The Pajama Game van Adler en Ross opende in mei 1954 op Broadway. Het was een populaire en kritische succesfactor met 1063 optredens. De show won in 1955 de Tony Award voor «Beste Musical», evenals de Donaldson Award en de Variety Drama Critics Award. De twee nummers Hernando's Hideaway (voor Archie Bleyer) en Hey There (voor Rosemary Clooney) van de show stonden bovenaan de hitlijst. Andere opmerkelijke nummers waren Steam Heat (gechoreografeerd op het podium door Bob Fosse), Small Talk en Seven and a Half Cents.
Hun volgende musical Damn Yankees opende in 1955 op Broadway, met in de hoofdrol Gwen Verdon. De musical liep voor 1019 optredens. Cross-over hits uit de show waren Heart, opgenomen door Eddie Fisher en Whatever Lola Wants voor Sarah Vaughan.

## Overlijden
Jerry Ross overleed op 11 november 1955 op 29-jarige leeftijd aan complicaties die verband hielden met de longziekte bronchiëctasie. In zijn korte leven was Ross buitengewoon productief. Hij schreef, alleen of in samenwerking, meer dan 250 liedjes naast zijn theaterwerk.

## Onderscheidingen
Jerry Ross werd in 1982 postuum opgenomen in de Songwriters Hall of Fame.

## Overlijden
Jerry Ross werd zwaar ziek en overleed in november 1955 op 29-jarige leeftijd aan de gevolgen van een longontsteking.
- Biblioteca Nacional de España: XX1463877
- Bibliothèque nationale de France: cb139380209 (data)
- CiNii: DA13056926
- Gemeinsame Normdatei: 139011978
- International Standard Name Identifier: 0000 0000 8168 0108
- Library of Congress Control Number: no88000153
- MusicBrainz: 65edece8-96ab-4243-b958-36875d5ba902
- Nationale Bibliotheek van Israël: 987007291503205171
- Nederlandse Thesaurus van Auteursnamen: 121004538
- SNAC: w6xk962v
- Système universitaire de documentation: 152896287
- Trove: 1045690
- Virtual International Authority File: 95316695
- WorldCat: E39PBJyMbW7TVHPcGBJhfb9Yyd